# Salut d'Amour
Ne doit pas être confondu avec Salut d'amour (série télévisée).

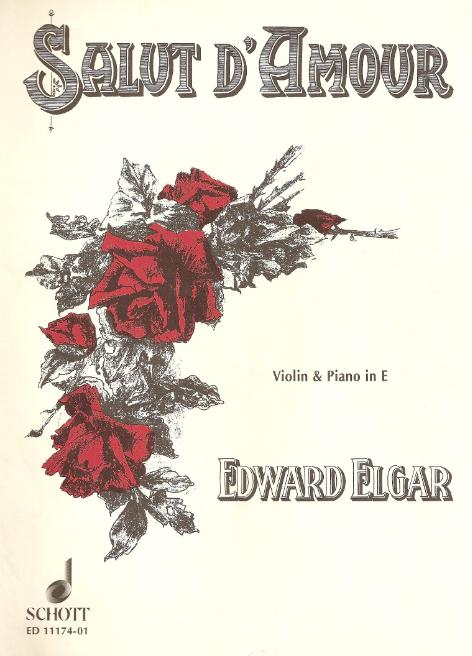

Salut d’Amour, Op. 12, est une pièce musicale composée par Edward Elgar en 1888, initialement pour violon et piano.

## Histoire
Elgar termine la pièce en juillet 1888 au moment où il se fiance avec Caroline Alice Roberts et l'intitule « Liebesgruss » (Salut d'amour en allemand) car Alice Roberts parle couramment l'allemand. Lorsqu'il retourne chez lui le 22 septembre après des vacances chez son ami Charles Buck, à Settle, Elgar offre cette pièce à sa future femme comme présent de mariage. Alice, pour sa part, lui offre un poème, intitulé The Wind at Dawn, qu'elle avait écrit plusieurs années auparavant et qui est peu après mis en musique par Elgar.
La dédicace est en français : « à Carice ». Carice est le mélange des prénoms de sa femme Caroline Alice, et est le nom qu'ils donneront à leur fille née deux ans après.
La pièce n'est publiée par Schott & Co. qu'un an après et les premières éditions sont pour piano et violon, violoncelle et piano et pour petit ensemble orchestral. Peu de partitions sont vendues jusqu'au moment où Schott change le titre en Salut d’Amour avec Liebesgruss en sous-titre et le nom du compositeur écrit Ed. Elgar. Elgar réalise que le titre français permet de vendre la pièce non seulement en France, mais également dans toute l’Europe : Schott est un éditeur allemand avec des bureaux à Mayence, Londres, Paris  et Bruxelles.
La première exécution en public l'a été dans une version orchestrale, lors d'un concert dirigé par August Manns (en) au Crystal Palace le 11 novembre 1889.
Ce morceau figure dans la bande originale de Greystoke, la légende de Tarzan, dont l'histoire se déroule entre la fin du XIXe et le début du XXe siècle.

## Enregistrements
- Le premier enregistrement a lieu en janvier 1915 avec Elgar dirigeant un orchestre symphonique. Cet enregistrement acoustique est fait pour la The Gramophone Company (en)[1].
- New Light Orchestra (Victor Concert Orchestra Direction : Rosario Bourdon). Enregistré à New York le 4 septembre 1929.
- Auguste van Biene en a enregistré une transcription pour violoncelle en 1907.